# 陳景鳳
陳景鳳（1959年1月5日—）為臺灣籃球教練、前運動員，場上位置為後衛，綽號「女籃NBA」，就讀金華國中開始接觸籃球，之後進入電信女籃，生涯當選五次國手，1989年出任電信女籃教頭。

## 外部連結
- 陳景鳳在fiba.basketball（英语）